# Station Brumbung
Brumbung is een spoorwegstation in Demak in de Indonesische provincie Midden-Java.

## Bestemmingen
- Kertajaya: naar Station Surabaya Pasarturi en Station Pasar Senen
- Feeder Bojonegoro: naar Station Semarang Poncol en Station Bojonegoro